# Jacob Antoon de Witte
Jacob Antoon de Witte (1629-1688), ook wel Jacques-Antoine de Witte genoemd, is een politieke persoonlijkheid van de Spaanse Nederlanden.
Jacob Antoon de Witte was:
- heer van de door hem aangekochte heerlijkheid Leverghem, heer van Doorne, Beke en Terlaeken[1]
- burgemeester van de stad Antwerpen in 1682 en 1684[2]
- wethouder van de stad Antwerpen in 1669, 1675, 1678-1681, 1683 en 1686[3]

Hij was lid van de familie de Witte.